# Bonn-Aachen International Center for Information Technology
Das Bonn-Aachen International Center for Information Technology (B-IT) wurde im Herbst 2002 als gemeinsame zentrale wissenschaftliche Einrichtung der Universität Bonn, der RWTH Aachen, den Fraunhofer-Instituten in Sankt Augustin und
der Hochschule Bonn-Rhein-Sieg gegründet. Das B-IT-Gebäude befindet sich in Bonn, bis zum März 2018 in der Dahlmannstraße 2 (ehemalige NRW-Landesvertretung in Bonn).  Inzwischen hat das b-it einen Neubau (Friedrich-Hirzebruch-Allee 6) am Poppelsdorfer Campus im selben Gebäude wie die Informatik der Uni Bonn bezogen.

## B-IT Foundation
Das B-IT wird durch die eigens eingerichtete Stiftung, die B-IT Foundation, finanziert. Diese wurde durch Mittel des Bonn-Berlin-Ausgleichs und Projektmittel des Bundesministeriums für Bildung und Forschung mit 56 Millionen Euro ausgestattet und finanziert sich weiterhin durch komplementäre NRW-Landesmittel.
Ziel der B-IT-Stiftung ist, Studiengänge der angewandten Informatik auf Eliteniveau zu internationalisieren und zu beschleunigen. Auch soll die Zusammenarbeit von Hochschulen und außeruniversitären Forschungseinrichtungen im Bereich internationaler Lehre demonstriert werden.

## Lehrangebot
Angeboten werden 4-semestrige Masterstudiengänge in
- Autonome Systeme,
- Bioinformatik (Life Science Informatics)
- Medieninformatik

Außerdem werden Veranstaltungen im Rahmen des International Program of Excellence (IPEC) angeboten. Diese Kompaktveranstaltungen finden in den Semesterferien statt und bieten besonders qualifizierten und engagierten Studenten der Informatik die Möglichkeit zur Studienverkürzung. Alle Lehrveranstaltungen finden auf Englisch statt.